# Columbia (Alabama)
Columbia is een plaats (town) in de Amerikaanse staat Alabama, en valt bestuurlijk gezien onder Houston County.

## Demografie
Bij de volkstelling in 2000 werd het aantal inwoners vastgesteld op 804.
In 2006 is het aantal inwoners door het United States Census Bureau geschat op 828, een stijging van 24 (3,0%).

## Geografie
Volgens het United States Census Bureau beslaat de plaats een oppervlakte van
10,4 km², waarvan 10,2 km² land en 0,2 km² water. Columbia ligt op ongeveer 68 m boven zeeniveau.

## Plaatsen in de nabije omgeving
De onderstaande figuur toont de plaatsen in een straal van 24 km rond Columbia.